# 西司
西 司（にし つかさ、本名同じ、1962年1月19日 - ）は、日本のシンガーソングライター・作詞家・作曲家・編曲家。和歌山県和歌山市出身、杉並区在住。
xiexieMusic所属（以前はサムミュージック、T-offに所属）。ア・カペラを得意とする。

## 人物
和歌山工業高校在学時は吹奏楽部に所属、ホルンを演奏していた。大阪芸術大学芸術学部を受験、音楽学科作曲専攻と演奏学科ホルン専攻に合格。しかし、1983年に中退後、日本有線放送社。日本有線放送、日産自動車に勤務する。
1986年、村田和人と"村田バンド"のギタリストでPIPERのリーダーを務める山本圭右がMOONレコードのオーディションで選出した西と平松愛理を迎えた4人組バンド・"Honey & B-Boys"を結成して、アルバムをリリース。村田との交流がきっかけとなり、自動車会社を退社して上京。もんた&ブラザーズのコーラスを経て、1989年にテイチク/Continentalからメジャー・デビュー。1993年にメディア・レモラスに移籍、1995年まで在籍。
自身の音楽活動と並行してCMソング制作、他歌手への楽曲提供、コンサートでのバックコーラス参加を行っている。
音楽活動は関東を拠点としているが、自身の故郷でもある和歌山、関西でのライブ活動も数多くのファンからの要望に応え毎年開催している。
讀賣テレビの放送開始時映像・放送終了時映像に使われた自身によるオリジナルのア・カペラ楽曲は当時讀賣テレビが大阪市北区から中央区に社屋を移転した1988年8月から1997年まで9年間使用された。
1997年、戸田和雅子・田中智子とボーカルユニット「The Pip Pops」結成、テレビ東京系アニメ「スーパーフィッシング グランダー武蔵」の主題歌「素敵な時間」、アルバム「The Pip Pops」発表（同バンドは現在活動休止）。
現在は昭和音楽大学にてソングライティング演習の講師を務めている。大学での授業の他に個人でのボーカル・コーラスレッスンも行っている。

## 嗜好
幼少期より『ウルトラマン』・『仮面ライダー』などの特撮ヒーローが好きであり、自身のサイトでもたびたび紹介している。30代の頃より手品も趣味のひとつにしており、著名なマジシャンとの交流も盛んである。2023年6月からマンツーマン指導の手品レッスン講座を開いている。

## 略歴
1987年
村田和人、山本圭右、平松愛理とHoney & B-Boys結成。
1988年
石川優子、伊藤敏博、中山美穂等のレコーディングにコーラスとして多数参加。
1989年
テイチク/Continentalよりアルバム『PRECIOUS MOMENT』」でデビュー。
1997年
ASKA コンサートツアー“ID”にコーラスで参加。
1998年
ASKA コンサートツアー“Kicks”にコーラスで参加。
1999年
6月、CHAGE and ASKA FC限定 Premium Liveにコーラスで参加。
9月、鈴木雅之 アコースティック・ライブにコーラスで参加。
12月18日、ASKAプロデュースによるアルバム『RE-INTRO』をリリース。
12月31日、CHAGE and ASKA福岡ドームカウントダウンライブに参加。
2000年
1月、名古屋、大阪、東京にて『RE-INTRO』発売インストアライブを行う。
3月、鈴木雅之の全国43箇所コンサート・ツアーにコーラスで参加。
10月、ASKA コンサートツアー“good time”にコーラスで参加。
2001年
自身のライブを7本行う。
7月、エフエム西東京にてレギュラー番組開始。
12月、小田和正「クリスマスの約束」と福山雅治カウントダウンライブにコーラスで参加。
2002年
6月、LIVE DVD『seed』をリリース。
11月、初のマキシシングル『seed』をリリース。
12月、中野サンプラザでのLyricoのライブにコーラスで参加。
2003年
2月、マキシシングル『ふらりふらり...』をリリース。
6月、LIVE VIDEO「EXPLOSION」をリリース。
2004年
4月、西司New Office「xiexieMusic」設立。新ファンクラブ「割烹つかさ」発足。
5月、レボ・ミュージックファクトリーとのミュージシャン契約。「割烹つかさ」の第一回ファンクラブ・パーティーを行う。
6月、xiexieRecords第一弾、アルバム『COURAGE』発売。
7月、LIVE「COURAGE」を行う。
12月、アンコールライブ「ENCOURAGE」を行う。1995年の阪神大震災発生から10年、神戸のラジオ局や地下街より応援歌作曲の依頼を受ける。
2005年
2月、阪神・淡路大震災復興応援歌発表ライブを新神戸オリエンタルシティにて開催。
4月、神戸メリケンパークにて震災復興応援野外ライブを開催。
5月、マジックバーにてプロマジシャン都々とFC会員限定でパーティー。
6月、ミニ・アルバム『SAY ALBUM』『DO ALBUM』2枚同時発売。
7月、Star Pine's Cafeにて「SAY&DO」発表ライブを開催。
2006年
5月、初のア・カペラ・ミニ・アルバム『四季ORiORi（シキオリオリ）』リリース。
2007年
8月、ROUTE842のサテスタ公開生放送開始。
2008年
4月、田無アスタ専門店街イメージソング『ASTA色の風景』制作。
10月、同曲公開。
2009年
5月、インターネットラジオ「空をつないで」スタート。
7月、仁支川峰子のコーラスに参加。
8月、デビュー20周年ライブ「at〜ROCK JOINT GB〜」を開催。
2010年
12月、初のワンマンカウントダウンライブを開催。
2011年
5月、東日本大震災復興応援歌販売。
2012年
2月、「with LOVE」がレコチョク、ITunes、Amazon Music等で配信開始。
2016年
12月、「Xmas LIVE 2016」を23日に大阪、25日に和歌山にて開催。
2017年
1月、2004年の『COURAGE』以来12年半ぶりのアルバム『CROSS THE RUBICON』リリース。
2月、レコ発LIVE開催。
4月、「CROSS THE RUBICON」配信スタート。
5月、浅野孝已&蓮見昭夫Acoustic Guitar Liveにゲスト・ボーカルとして参加。
11月、ROCK JOINT GB in KICHIJOJIにて「〜ROID&NOID〜」開催。
12月、ナニワエキスプレスの岩見和彦を迎え「Xmas Live 2017」を22日に大阪、24日に和歌山にて開催。
2018年
6月、ヒガシマキプレゼンツLIVEに、ゲスト・ボーカルとして参加。
7月、AOI 昭和歌謡LIVEに、ゲスト・ボーカルとして参加。
8月、吉田典正【還暦LIVE】にゲスト・ボーカル&ギターとして参加。
8月19日、彦根 BOOZE BARにて「NISHI TSUKASA ACOUSTIC LIVE in 彦根」開催。彦根にて初ワンマンライブ。
2023年
2月1日、ポニーキャニオン公式YouTubeで「夏のプロポーション」ミュージック・ビデオ公開開始、同ビデオの備考欄にてテイチクとメディア・レモラス発表時の全楽曲配信開始を発表。

## ディスコグラフィー

### シングル
1. 風のゆびさき（1989年12月10日）
デビュー曲。月桂冠CMソング
作詞：西脇唯　作曲・編曲：西司
C/W　SNOW ON THE SEA〜海に降る雪〜
作詞：森生遊子　作曲・編曲：西司
2. Valentine's Eve 〜りぼんをほどいて〜（1990年2月1日）
作詞：森生遊子　作曲・編曲：西司
C/W　パーティー
作詞：森生遊子　作曲・編曲：西司
3. ON THE WAY TO HOMETOWN（1990年3月1日）
公共広告機構（現：ACジャパン）CMソング
作詞：森生遊子　作曲・編曲：西司
C/W　迷いこんだ夏
作詞：森生遊子　作曲・編曲：西司
4. 愛は100マイル（1991年6月21日）
メルパルクCMソング。
作詞：安藤芳彦　作曲・編曲：西司
C/W　TAKE ME TO YOUR LIFE
三喜商事ラジオCMイメージソング
作詞・作曲・編曲：西司
5. すぐそばにいる〜I’m by your side〜（1991年11月21日）
東京ガスCMソング
作詞：田口俊　作曲・編曲：西司
C/W　SO DYNAMITE
作詞：田口俊　作曲・編曲：西司
6. あしたの君に（1992年5月21日）
大成産業CMソング（長野県ローカル）
作詞：田口俊　作曲・編曲：西司　ブラスアレンジ：小林正弘
C/W　Velvet Morning
作詞：田口俊　作曲・編曲：西司
7. 涙がかわくまで（1993年10月21日）
作詞・作曲：西司　編曲：千住明/西司
C/W　夜明け前のクルージング
作詞・作曲：西司　編曲：森俊之/西司
8. ぼくらのヒストリー（1994年1月21日）
「ボクたちのドラマシリーズ『幕末高校生』主題歌
作詞・作曲：西司　編曲：小川文明/西司
C/W　LONG DISTANCE
作詞：森生遊子　作曲・編曲：西司
9. 愛が両手を広げてる（1994年11月18日）西司 with 鈴木結女
作詞：秋谷銀四郎　作曲：西司　編曲：十川知司/西司
C/W　この地球のどこかで　西司
作詞・作曲・編曲：西司
10. 君が灯したキャンドル（1995年1月20日）
作詞：児島隆　作曲：西司　編曲：本間昭光/西司
C/W　Dream of You
作詞・作曲：西司　編曲：森俊之/西司
11. アリバイになりたい（1995年4月21日）
太陽石油CMソング。
作詞：Lee　作曲：西司　編曲：本間昭光/西司
C/W　Jasmin
作詞：桂花　作曲：西司　編曲：深井克則
12. 最後の接吻（1995年11月17日）
作詞・作曲：西司　編曲：本間昭光/西司
C/W　This Big River (always brings me home for Christmas Time)
作詞：Tim Jensen　作曲・編曲：西司
13. seed（2002年11月27日）
作詞：森生遊子　作曲・編曲：西司
C/W　Confusion
作詞・作曲・編曲：西司
C/W　時代をつないだ未来へ
作詞・作曲・編曲：西司
14. ふらりふらり...（2003年2月27日）
作詞・作曲・編曲：西司
C/W　水彩画の風景
作詞・作曲・編曲：西司
C/W　あの日の僕に
作詞・作曲・編曲：西司
15. 笑顔を伝えて（2005年12月20日）
阪神大震災被災者&復興応援歌・デュオこうべイメージソング。
作詞：森田昌・西司   作曲・編曲：西司
C/W　ラジオからHAPPY BIRTHDAY
作詞・作曲・編曲：西司
16. with LOVE（2011年5月3日）
東日本大震災復興応援歌
作詞・作曲・編曲：西司

### アルバム
1. PRECIOUS MOMENT（1989年11月21日）
2. EXPRESSION（1990年6月21日）
3. Scenes For Dreams（1990年11月21日）ミニ・アルバム
4. BALLAD COCKTAIL（1991年12月4日）ベスト・アルバム
5. meet with you…」（1992年6月21日）
6. Truly（1994年2月18日）
7. 夏のプロポーション（1994年6月17日）ミニ・アルバム
8. Paintings（1995年2月17日）
9. Seven Places（1999年1月19日）ミニ・アルバム
10. RE-INTRO（1999年12月18日）
11. magic seed（2002年4月26日）
12. COURAGE（2004年6月1日）
13. SAY（2005年6月18日）ミニ・アルバム
14. DO（2005年6月18日）ミニ・アルバム
15. 四季ORiORi（2006年5月8日）ミニ・アルバム
16. CROSS THE RUBICON（2017年1月19日）
17. NOAH（2021年7月7日）
18. BALLAD COCKTAIL II（2022年9月24日）ベスト・アルバム

### VIDEO&DVD
1. LIVE&REHEARSAL DVD「seed」（2002年6月30日）
2. LIVE&REHEARSAL DVD「EXPLOSION」（2003年6月30日）
3. LIVE DVD「COURAGE」（2004年10月12日）
4. DVD「OMNIBUS LIVE」（2006年7月12日）

## The Pip Pops
- シングル「素敵な時間/今日は何色」（1997年5月21日） - テレビ東京系アニメ「グランダー武蔵」OP/ED
- アルバム「The Pip Pops」（1997年7月2日）

## ワ!つれもていこらーズ
2000年、同郷（和歌山県）出身のウインズ平阪がプロデュースした「和歌山 LOVE SONG 21」を歌う「ワ!つれもてイコラーズ」に参加。

## コーラス参加・楽曲提供
- 今井由香
  - 『LOVE'S ENERGY』
- 工藤静香
  - 『赤いドレス』（作曲）
- 小林清美
  - 『風のレクイエム』
- 彩恵津子
  - 『Promised』
- 少年隊
  - 『氷の国』『WORKING WOMAN』（以上、作曲）
- D.D.GAPS
  - 『D.C.』（作曲）
- 忍者
  - 『流星になった夜』『メロスの瞳』『ひらり』『たとえ君が嘘をついても』（以上、作曲）
- 平松まゆき
  - 『たかが恋よ されど恋ね』『もっとちゃんと。』（以上、作曲）
- マルシア
  - 『一緒に目を覚ましたい』『いつも あなたを想ってる』（以上、作曲）
- 森川美穂
  - 『通り雨』『POSITIVE』（以上、作曲）
- 佐々木望、千葉繁、檜山修之、緒方恵美、天野由梨
  - 『光の中で』
- 上記以外に、以下のアーティストの楽曲にコーラス参加、若しくは楽曲提供を行う。
  - 朝日美穂、東野純直、井上武英、上田まり、おおもと友子、織田裕二、風間トオル、KinKi Kids、区麗情、Kenjiro、猿岩石、真矢、日向めぐみ、鈴木結女、高橋洋子、谷村新司、Tohko、ともさかりえ、直也、中村雅俊、野田幹子、HAKUEI、日浦孝則、平松愛理、平山みき、松崎しげる、三波春夫、水木一郎、もんたよしのり、吉川みきなど。

## CMソング・ジングル
- アイフル
- ASTA西東京
- アスター軟膏
- カネテツ
- 京都西松屋
- クボタトラクター
- 月桂冠
- 公共広告機構
- サッポロ一番
- 三陽建設
- 週刊ルームガイド
- 住友電工
- 太陽石油
- 大丸
- 丹平製薬 新今治水
- チョーヤの梅酒
- テレビ東京系アニメ「グランダー武蔵」歌
- 東京ガス
- 東京商科学院
- 名古屋ユニー
- 奈良シルクロード博
- 日新電機
- 日東おもち
- 日本ハム
- はいから村
- ビブレ
- フジテレビ系ドラマ「幕末高校生」歌
- フジテレビ系アニメ「らんま1/2」楽曲提供
- フジテレビ系アニメ「幽☆遊☆白書」楽曲提供
- フジテレビ系アニメ「NINKU -忍空-」歌
- 芙蓉グループ全社CM
- ホテルニューオータニ
- ポッカコーポレーション
- マクドナルド
- ミズワン
- メガネの愛眼
- メルパルク
- ECC
- IDO
- JRA中央競馬会
- FM富士特番ジングル
- FM802ステーションジングル
- J-WAVE特番ジングル
- FM山口ステーションジングル
- FM伊東ジングル
- 読売テレビジングル
- ANAスカイビジョン

## 過去のラジオパーソナリティ番組
- 「西司の SO DYNAMITE」（エフエム山口）
- 「西司 LOVE クルーズ」（Kiss-FM KOBE）
- 「西司のRoute842」（エフエム西東京）

## 関係項目・人物
- 和歌山市
- 桂文福
- 平松愛理
- 小田和正
- CHAGE and ASKA
- 少年隊
- 山下達郎
- 村田和人
- 山本圭右
- 門田頼命
- ゴスペラーズ
- Baby Boo
- 米川英之